# Fridolin Anderwert
Josef Fridolin Andewert (Frauenfeld, 19 september 1828 - Bern, 25 december 1880) was een Zwitsers advocaat, rechter en radicaal politicus uit het kanton Thurgau. Van 1876 tot 1880 was hij lid van de Bondsraad.
Nadat hij in december 1880 tot bondspresident was verkozen voor het jaar 1881, werd er tegen Andewert een lastercampagne opgezet. Dit leidde ertoe dat hij op Kerstdag 1880 zelfmoord pleegde.

## Biografie

### Afkomst en opleiding
Fridolin Anderwert kwam uit een vooraanstaande familie van politici uit Emmishofen. Zijn vader Johann Ludwig Anderwert was lid van de Regeringsraad van Thurgau van 1841 tot 1849. Hij studeerde eerst geschiedenis en filosofie aan de Universiteit van Leipzig. Nadien studeerde hij rechten aan de Ruprecht-Karls-universiteit in Heidelberg en aan de Friedrich-Wilhelms-universiteit in Berlijn. In 1851 vestigde hij zich als advocaat in Frauenfeld. Van 1853 tot 1856 bekleedde hij het ambt van districtsrechter.

### Politicus

#### Kantonnale politiek
In 1861 werd Anderwert lid van de Grote Raad van Thurgau. Hoewel hij zich eerst een medestander toonde van Eduard Häberlin, keerde Anderwert zich vanaf 1864 tegen hem. Samen met Adolf Deucher groeide hij uit tot een van zijn grootste politieke tegenstanders. In 1868 leidde hij de herziening van de kantonnale grondwet van Thurgau in. Daaropvolgend was Anderwert voorzitter van de constituante die in 1868/69 een nieuwe grondwet zou opstellen met tal van hervormingen. Zou zouden de leden van de kantonnale Regeringsraad voortaan door de bevolking worden gekozen, werd de Kantonnale Bank van Thurgau opgericht en werden er verschillende ambtelijke onverenigbaarheden doorgevoerd. Met de goedkeuring van de nieuwe kantonale grondwet door de bevolking in 1869 verloor Häberlin zijn dominantie in de politieke wereld van Thurgau. In datzelfde jaar werd Anderwert, die toen voorzitter was van de Grote Raad, gekozen in de Regeringsraad. Hij was bevoegd voor onderwijs en zou lid van de kantonnale regering blijven tot 1874 en was er voorzitter van in de periodes 1870-1871, 1872-1873 en 1874-1875.

#### Nationale Raad
Bij de parlementsverkiezingen van 1863 werd Anderwert verkozen in de Nationale Raad. Hij maakte er deel uit van de linkervleugel van de radicale fractie. In de periode 1870-1871 was hij voorzitter van de Nationale Raad en in die functie beëdigde hij generaal Hans Herzog tijdens de Frans-Duitse Oorlog, waarbij twee grote buurlanden van Zwitserland met elkaar in oorlog waren. Hij was tevens lid van de commissie die de grondwetsherziening van 1874 tot een goed einde bracht. In deze commissie toonde hij zich een voorstander van wetseenmaking, het facultatief referendum en het bevolkingsinitiatief.
Tijdens de zogenaamde Kulturkampf nam Anderwert een anti-katholiek standpunt in. Hij was dan ook voorstander van de Uitzonderingsartikels in de Zwitserse Grondwet, met de voorrang van de Staat op de Kerk, godsdienstvrijheid en een verbod op jezuïeten als voornaamste gevolgen. Hij toonde zich tevens een tegenstander van het onfeilbaarheidsdogma dat in 1870 in het Eerste Vaticaans Concilie werd vastgelegd. Hij werd lid van het Centraal Comité van Zwitserse Vereniging van Vrijzinnige Katholieken, waaruit later de Oudkatholieke Kerk zou ontstaan.

#### Bondsraad
In 1872 stelde Anderwert zich tweemaal zonder succes kandidaat-Bondsraadslid. Op 12 juli verloor hij in de vierde stemronde van Johann Jakob Scherer en op 7 december verloor hij de stemming van zittend Bondsraadslid Wilhelm Matthias Naeff. Daarentegen werd hij in 1874 verkozen tot rechter in het Federaal Hooggerechtshof van Zwitserland, waar hij de strafrechtelijke kamer zou voorzitten.
De verkiezing van de Bondsraad van 10 december 1875 verliep zeer woelig. Bij de verkiezing van het vijfde lid verkreeg Anderwert in de eerste ronde 60 stemmen, terwijl de gematigde Joachim Heer 91 stemmen verkreeg. In de daaropvolgende verkiezing van het zesde lid verloor hij in de eerste stemronde eveneens met 60 stemmen, ditmaal van Bernhard Hammer, die met 62 stemmen slechts twee stemmen meer behaalde. Hammer behaalde evenwel geen absolute meerderheid, waardoor er een tweede stemronde nodig was. Hierin nam Anderwert de leiding met 80 stemmen tegen 78. Anderwert werd uiteindelijk in de derde ronde verkozen met 91 stemmen tegen 78 en Hammer werd alsnog verkozen in de verkiezing voor het zevende Bondsraadslid.
Per 1 januari 1876 werd Anderwert lid van de Bondsraad en was hij chef van het Departement van Justitie en Politie. Hij was het eerste Bondsraadslid ooit uit het kanton Thurgau. In de Bondraad was hij verplicht om meer gematigde standpunten in te nemen, wat ongenoegen deed ontstaan bij de radicalen. Bij de herverkiezing van de Bondsraad op 10 december 1878 werd hij herverkozen, zij het met een bescheiden resultaat van maar 91 stemmen. Tijdens zijn ministerschap legde Anderwert de grondslag van wat na zijn dood het eerste federale Wetboek van Verbintenissen zou worden in 1883.

### Overlijden
Op 7 december 1880 werd Anderwert, die op dat moment vicebondspresident was, verkozen tot bondspresident van Zwitserland voor het jaar 1881. Onmiddellijk na zijn verkiezing werd er in de pers een lastercampagne tegen hem opgezet over zijn eetgewoonten en zijn vrijgezellenleven, waarbij het gerucht werd verspreid dat hij regelmatig bordelen bezocht. Enkele kranten noemden zijn verkiezing tot bondspresident bovendien een schande voor gans Zwitserland. Anderwert belandde in een depressie en door uitputting en slapeloosheid pleegde hij in een vlaag van zinsverbijstering zelfmoord op Kerstdag 1880, door zichzelf dood te schieten aan de Kleinen Schanze, vlak bij het Federaal Paleis in Bern. In zijn afscheidsbrief schreef hij: "Sie wollen ein Opfer, sie sollen es haben." ("Ze wilden een slachtoffer, ze zullen er een hebben.") Hij stierf enkele dagen voor hij effectief bondspresident zou geworden zijn. Door zijn overlijden was de functie van vicebondspresident een week vacant.